# Hemerocallis hakuunensis
Hemerocallis hakuunensis là một loài thực vật có hoa trong họ Thích diệp thụ. Loài này được Nakai miêu tả khoa học đầu tiên năm 1943.